# Johan Tiedemann
Johan Otto Tiedemann, född 1964, är en svensk politiker (M) och sedan 2006 statssekreterare.
Tiedemann var ledamot av kommunfullmäktige i Sigtuna kommun 1982-2003, förbundssekreterare för moderata ungdomsförbundet 1988-1989, vice ordförande 1991-1994 samt ordförande 1998-2002 för socialnämnden i Sigtuna kommun och biträdande kanslichef och kulturpolitisk handläggare på moderaternas riksdagskansli 2002-2006. Efter riksdagsvalet 2006 utnämndes Tiedemann till statssekreterare hos Cecilia Stegö Chilò vid Utbildnings- och kulturdepartementet. Senare samma år utnämndes han till statssekreterare hos Cristina Husmark Pehrsson på Socialdepartementet med ansvar för nordiska samarbetsfrågor.
Tiedemann har studerat språk vid Stockholms universitet.